# João Evangelista de Carvalho
João Evangelista de Carvalho, primeiro e único barão de Campo Formoso (São João del-Rei — Uberaba, 8 de outubro de 1887) foi um político brasileiro.
Filho de Manuel Tomás de Carvalho e Ana de Andrade, casado com Maria Leopoldina de Andrade.
Participou da Revolução Liberal de 1842 do lado dos rebeldes. Era membro do Partido Liberal.
Agraciado barão em 4 de julho de 1858.
Foi muito influente nos destinos de Campo Florido, juntamente ao Padre Julio de Rass ajudou estabelecer os limites  e trabalhou para emancipação política deste município.Ainda junto ao padre julio levaram uma festa de Santos Reis que acontecia na periferia e na zona rural da cidade , para igreja. Hoje esta festa é tradicional conta com mais de 100 , (começou em 1898) e acontece até hoje nos moldes ditados por eles. Inclusive algumas "cantorias " da folia de reis são de autoria deles e tocam até hoje.